# Ferrari 158
La Ferrari 158 è stata la monoposto con cui la Scuderia Ferrari ha corso nel Campionato mondiale di Formula 1  tra il 1964 e il 1965. Con il pilota britannico John Surtees vinse il campionato del 1964 piloti e costruttori.

## Sviluppo
Il difficile biennio 1962-1963 fu un argomento sufficiente per convincere la Ferrari a mettere da parte il motore Dino V6 e cimentarsi in una vettura completamente nuova. La scuderia di Maranello però non si limitò a progettare ex novo un solo motore, ma si mise all'opera sia su un V8 a 90° che su un 12 cilindri a 180°; poi, sulla base dei risultati ottenuti, si sarebbe dovuta operare una scelta definitiva su quale motore utilizzare. La decisione di progettare non uno, ma ben due motori completamente nuovi, fu alquanto coraggiosa in quanto la scuderia di Maranello ben sapeva che avrebbe potuto utilizzare questi motori per due stagioni soltanto in quanto, a partire dal 1966, la cilindrata in F1 sarebbe stata portata a 3 litri per regolamento.
Entrambi i motori rappresentavano una scelta alquanto inedita. Infatti il V8 su una Ferrari di Formula 1 lo si era visto solo sulla 801 ma non era nient'altro che il V8 Lancia che equipaggiava la D50 leggermente modificato. Anche il 12 cilindri a 180° era una scelta singolare in quanto non lo si era mai visto su un'auto da corsa prima di allora se si fa eccezione per un paio di prototipi Alfa Romeo e Cisitalia. Quest'ultimo motore servì comunque da base per tutte le Ferrari F1 che seguirono, almeno fino all'avvento dei motori turbo.

### 158 F1
Per la progettazione della 158 F1, la Ferrari prese la rivoluzionaria Lotus "25" come modello. Ne replicò infatti la struttura monoscocca a traliccio in tubi d'acciaio, su cui vennero rivettati dei pannelli d'alluminio da entrambi i lati che aumentavano la rigidità complessiva della vettura contenendone allo stesso tempo il peso. La collocazione dei serbatoi lateralmente e davanti al posto guida permise di ridurre la sezione frontale, solo 1 cm in più della Lotus, e migliorare la ripartizione dei pesi così come le sospensioni montate all'interno della scocca e i freni posteriori collocati all'uscita del differenziale.
Altra innovazione furono i cerchioni da 15" a cinque razze in lega di magnesio.
Il motore aveva anche funzione portante e nella sua prima versione (1963) era alimentato da 4 carburatori Weber per una cilindrata totale di 1487 cm³. La potenza era di 190 CV a 10 700 giri/min. Nel 1964, per aumentare il regime di rotazione, venne diminuita la corsa e aumentato l'alesaggio per una cilindrata totale di 1489 cm³ e l'adozione della nuova iniezione diretta, fornita dalla Bosch e progettata da Michael May, portò la potenza a 210 CV a 11 000 giri/min.

### 1512
Parallelamente alla 158 venne realizzata la 1512, che contribuì alla vittoria del campionato costruttori 1964.

## Carriera agonistica

### 1964
La nuova 158 debuttò nella seconda gara della stagione, il Gran Premio d'Olanda, dove John Surtees conquistò il secondo posto. Nel resto della stagione, John Surtees conquistò due vittorie, il GP di Germania e il GP d'Italia, due secondi posti e un terzo posto che, nonostante quattro ritiri, gli consentirono di vincere il mondiale piloti con un solo punto di vantaggio su Graham Hill. Surtees è così diventato l'unico pilota fino ad oggi ad aver vinto il titolo iridato sia sulle due che sulle quattro ruote. L'altro pilota di casa Ferrari, Lorenzo Bandini che in molte occasioni pilotò la vecchia 156 F1-63, si classificò al quarto posto della classifica iridata contribuendo con diversi piazzamenti alla vittoria del mondiale costruttori.
Inoltre Bandini, che nelle ultime due gare pilotava la nuova 512 F1, contribuì in maniera decisiva alla vittoria finale di Surtees quando al GP del Messico rallentò per farsi sorpassare da Surtees che arrivò così secondo e conquistò i punti necessari a laurearsi campione.
In generale la 158 si dimostrò una vettura molto competitiva e superiore alla concorrenza. L'autorevole vittoria al GP di Germania da parte di Surtees fu la dimostrazione di tale superiorità riconosciuta dalla stampa e dai diretti concorrenti.

#### La Ferrari in blu
Storicamente, il colore delle automobili da competizione italiane è sempre stato il rosso corsa, fin dagli anni venti. Curiosamente, la Ferrari 158 vinse il campionato del 1964 non nella tradizionale livrea rossa, ma nella colorazione bianco-blu. Infatti, nelle ultime due gare della stagione, il Gran Premio degli Stati Uniti e il Gran Premio del Messico, la 158 fu schierata con i colori della scuderia North American Racing Team, con cui la Ferrari aveva una collaborazione tecnica. La Ferrari fece questo gesto come protesta per la mancata omologazione della 250 LM, che doveva correre nella categoria Gran Turismo ma che invece fu costretta a confrontarsi con i prototipi.

### 1965
La 158 continuò a gareggiare anche nella stagione successiva ma fu affiancata sin da principio dalla nuova 512 F1. Dopo un buon inizio, con un secondo posto al Gran Premio del Sudafrica con John Surtees e a Monaco con Bandini, Il resto della stagione fu avaro di soddisfazioni. Infatti le scuderie inglesi ripresero il sopravvento classificando i loro piloti ai primi quattro posti del mondiale davanti a Surtees (5°) e Bandini (6°). In particolare il 1965 fu l'anno di Jim Clark che vinse sei gare delle dieci in programma con la nuova Lotus "33". Oltre a Bandini e Surtees, alla guida della Ferrari si alternarono diversi piloti provenienti dalle vetture sport, fra cui Nino Vaccarella, Bob Bondurant.

## Risultati completi
| Anno | Team                                                  | Motore                   | Gomme | Piloti  |     |     |     |     |   |   |     |   |   |   | Punti   | Pos. |
| ---- | ----------------------------------------------------- | ------------------------ | ----- | ------- | --- | --- | --- | --- | - | - | --- | - | - | - | ------- | ---- |
| 1964 | Scuderia Ferrari SEFAC SpA North American Racing Team | Ferrari V8 da 1489,63cm³ | D     | Surtees | Rit | 2   | Rit | Rit | 3 | 1 | Rit | 1 | 2 | 2 | 45 (49) | 1º   |
| 1964 | Scuderia Ferrari SEFAC SpA North American Racing Team | Ferrari V8 da 1489,63cm³ | D     | Bandini |     | Rit | Rit | 9   |   |   |     | 3 |   |   | 45 (49) | 1º   |

| Anno | Team                                                  | Motore                           | Gomme | Piloti     |   |   |     |   |     |   |   |    |   |  | Punti   | Pos. |
| ---- | ----------------------------------------------------- | -------------------------------- | ----- | ---------- | - | - | --- | - | --- | - | - | -- | - |  | ------- | ---- |
| 1965 | Scuderia Ferrari SEFAC SpA North American Racing Team | Ferrari 205B 1.5 V8, 207 1.5 F12 | D     | Surtees    | 2 | 4 | Rit | 3 |     |   |   |    |   |  | 26 (27) | 4º   |
| 1965 | Scuderia Ferrari SEFAC SpA North American Racing Team | Ferrari 205B 1.5 V8, 207 1.5 F12 | D     | Bandini    |   |   |     |   | Rit | 9 | 6 |    |   |  | 26 (27) | 4º   |
| 1965 | Scuderia Ferrari SEFAC SpA North American Racing Team | Ferrari 205B 1.5 V8, 207 1.5 F12 | D     | Bondurant  |   |   |     |   |     |   |   |    | 9 |  | 26 (27) | 4º   |
| 1965 | Scuderia Ferrari SEFAC SpA North American Racing Team | Ferrari 205B 1.5 V8, 207 1.5 F12 | D     | Vaccarella |   |   |     |   |     |   |   | 12 |   |  | 26 (27) | 4º   |

| Legenda | 1º posto     | 2º posto | 3º posto    | A punti         | Senza punti/Non class.  | Grassetto – Pole position Corsivo – Giro più veloce |
| Legenda | Squalificato | Ritirato | Non partito | Non qualificato | Solo prove/Terzo pilota | Grassetto – Pole position Corsivo – Giro più veloce |